# 9561 van Eyck
9561 van Eyck è un asteroide della fascia principale. Scoperto nel 1987, presenta un'orbita caratterizzata da un semiasse maggiore pari a 2,3065314 UA e da un'eccentricità di 0,2241400, inclinata di 5,47115° rispetto all'eclittica. Porta il nome del pittore fiammingo Jan van Eyck.